# Thekla Kneisel
Thekla Kneisel, geborene Thekla Demmer (* 1802 in Frankfurt am Main; † 23. August 1832 in Wien) war eine österreichische Schauspielerin und Opernsängerin (Mezzosopran) sowie Soubrette. Sie entstammte der Schauspielerfamilie Krüger-Demmer und starb nach einer nur 15 Jahre dauernden erfolgreichen Bühnenlaufbahn in Wien schon mit 30 Jahren.

## Familie
Theklas Eltern waren das Schauspielerehepaar Caroline, geb. Krüger, und Carl Demmer. Dieser Ehe entstammten zahlreiche bedeutende Wiener Schauspieler und Sänger, darunter
- Friedrich Demmer (* 1785 in Berlin; † 15. April 1838 in Mariahilf bei Wien), vom September 1829 bis 1834 als Sänger, dann bis zu seinem Ableben als Oberregisseur des k. k. Hofoperntheaters tätig,
- Jeannette Schmidt geb. Demmer (* 5. April 1794 in Weimar; † 14. März 1862 in Wien),[1]
- Josefine Scutta, geb. Demmer (* 19. September 1795 in Frankfurt am Main; † 22. Dezember 1863 in Wien), Gattin von Andreas Scutta, beide Ehegatten waren Bühnenkollegen von Johann Nestroy und Wenzel Scholz.

Thekla Kneisels Onkel war Karl Friedrich Krüger, Schauspieler am Wiener Hofburgtheater.

## Laufbahn
Thekla Kneisel-Demmer war von 1817 bis 1824 als Sängerin am Hoftheater nächst dem Kärntnerthore und von 1824 bis 1826 als Schauspielerin am Hofburgtheater tätig. Sie wurde dann von Direktor Carl Carl als „Localsoubrette“ ans Theater an der Wien verpflichtet. Unter anderem spielte sie in Raimunds Werken 1827 die Rolle des Steinbrecher-Weibes Mirzel in Moisasurs Zauberfluch und 1831 die Kammerzofe Linda in Der Barometermacher auf der Zauberinsel sowie mit Nestroy im Februar 1832 die Witwe Adelheid in Der gefühlvolle Kerckermeister und im März dieses Jahres die Küchengretl Rosa in Nagerl und Handschuh.
Dass sie einen sehr guten Ruf als Sängerin und Schauspielerin besaß, zeigte ein Bericht im Allgemeinen Musikalischen Anzeiger vom 15. März 1832 (Nr. 11, S. 43 f.):
„Wir müssen auch einmahl zum verdienten Lobe der wackeren und fleißigen Schauspielerinn und Sängerinn Mad. Kneisel beym Theater an der Wien einige Worte sprechen. Diese Frau geht sowohl im Spiel als auch im Gesange mit jeder Vorstellung vorwärts, und unterhält das Publikum sowohl durch ihr komisches Spiel, als auch durch den gelungenen Vortrag von Arietten und Quodlibets. […] Wir wünschen dem Theater Glück zu diesem Mitgliede.“
Allerdings blieb ihr nur mehr eine sehr kurze Lebensfrist, denn schon am 20. August 1832 erkrankte sie „plötzlich heftig“ und verstarb am 23. August dieses Jahres. Die Wiener Theaterzeitung von Adolf Bäuerle meldete am 25. August (Nr. 170, S. 679 f.) ihren Tod:
„Vorgestern am 23. Aug., in der Frühe um zwey Uhr verschied Mad. Kneisel, geb. Demmer, eines der beliebtesten Mitglieder des Theaters an der Wien, nach überstandnenem Brechdurchfall an einem Nervenfieber. […] Gestern um 3 Uhr hat das feyerliche Leichenbegängniß in der Pfarre auf der Wieden zu St. Karl Statt gefunden; bey welchem es an trauernden Kunstfreunden und vielen Mitgliedern der sämmtlichen hiesigen Bühnen nicht fehlte.“
Im Sammler vom 1. September (Nr. 105, S. 420.) wurde ihr Tod ebenfalls sehr bedauert:
„Die Freunde dieses Theaters werden jene Heiterkeit schmerzlich vermissen, welche diese humoristische Künstlerinn, in glücklicher Nacheiferung der ebenfalls zu schnell dahingeschiedenen geniale Krones, um sich zu verbreiten verstand.“